# Idrijski Log
Idrijski Log – wieś w Słowenii, w gminie Idrija. W 2018 roku liczyła 83 mieszkańców.